# Block 11 (KZ Auschwitz)

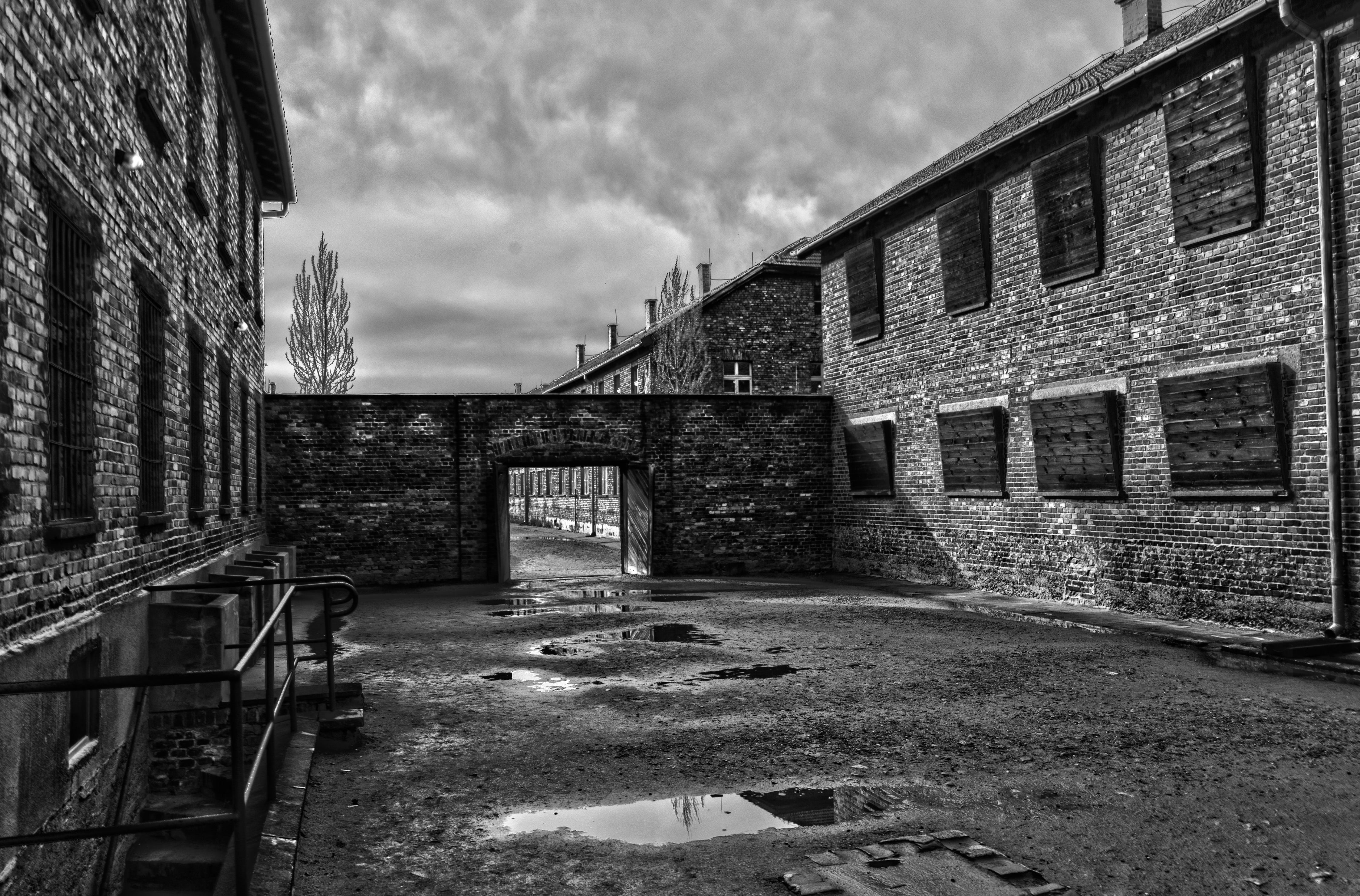
Blick auf Block 11 (links) von der rekonstruierten Schwarzen Wand aus (Aufnahme vom April 2014)

Als Block 11 (bis August 1941 Block 13) oder Todesblock wird ein zweigeschossiges Backsteingebäude des Stammlagers des KZ Auschwitz bezeichnet, in dessen Kellergeschoss sich von Juli 1940 bis zur Evakuierung des Konzentrationslagers im Januar 1945 das Lagergefängnis befand. Die Häftlinge bezeichneten das Lagergefängnis als Bunker; offiziell hieß es Kommandanturarrest. Viele der dort inhaftierten Häftlinge starben aufgrund der grausamen Haftbedingungen und Misshandlungen. Tausende Häftlinge wurden nach Bunkerselektionen und Polizei-Standgerichtsverfahren vor der im Hof zwischen Block 10 und 11 befindlichen Schwarzen Wand erschossen. Im Herbst 1941 wurde im Keller des Blocks 11 die erste Massenvergasung von Menschen mit Zyklon B durchgeführt. Dem Block 11 als Gefängnis im Gefängnis kommt aufgrund dieser Sonderfunktionen eine besondere Bedeutung im Terrorsystem des KZ Auschwitz zu.
Die im Block 11 an Häftlingen begangenen Verbrechen waren auch Verfahrensgegenstand im ersten Frankfurter Auschwitzprozess. Heute ist der Block 11 Teil des Staatlichen Museums Auschwitz-Birkenau und für die Öffentlichkeit zugänglich. Eine wissenschaftliche Studie zum Block 11 liegt derzeit noch nicht vor.

## Einrichtung, Aufbau und Funktion des Blocks

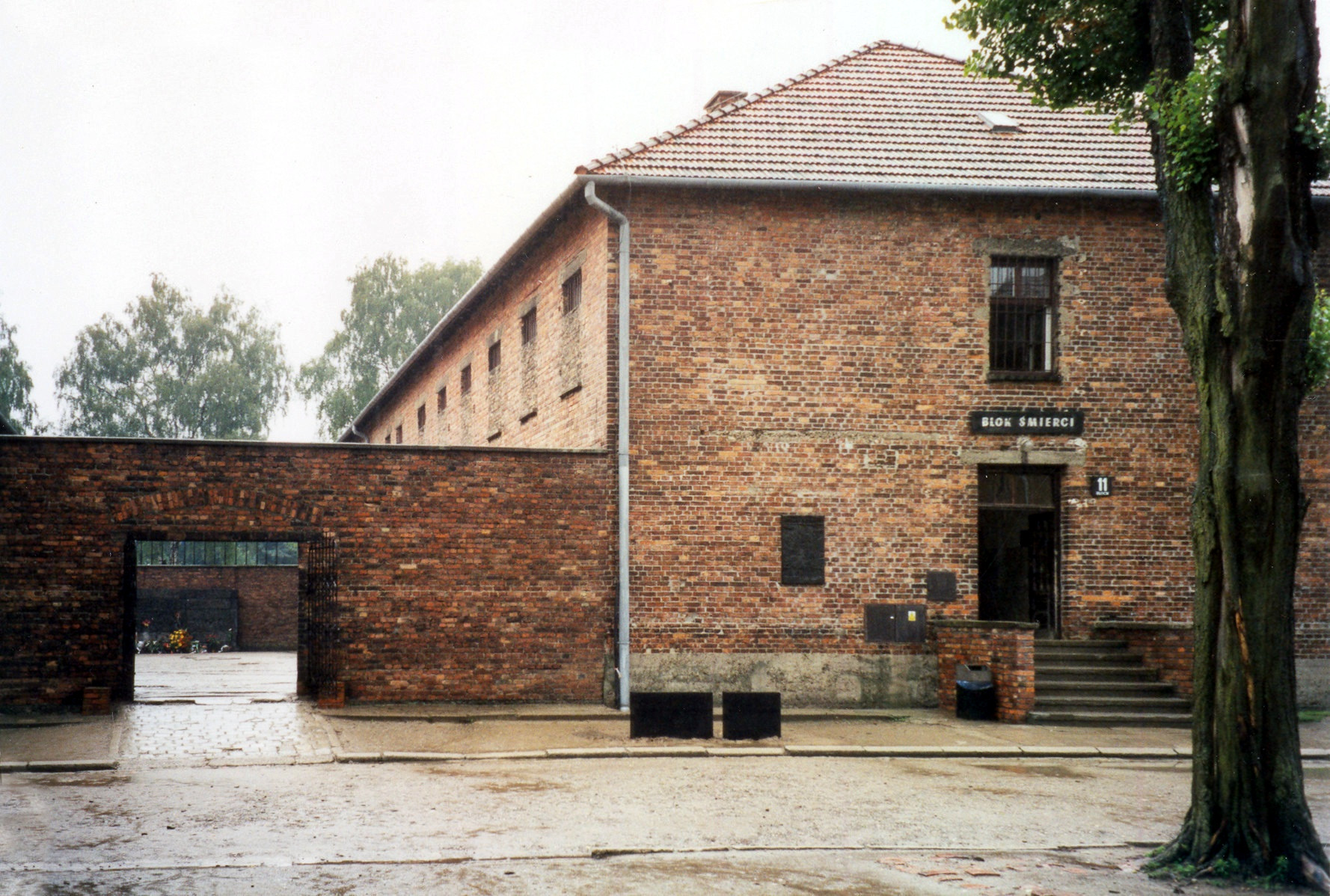
Block 11 und der Hof zum Block 10 mit der Schwarzen Wand im Jahr 2000

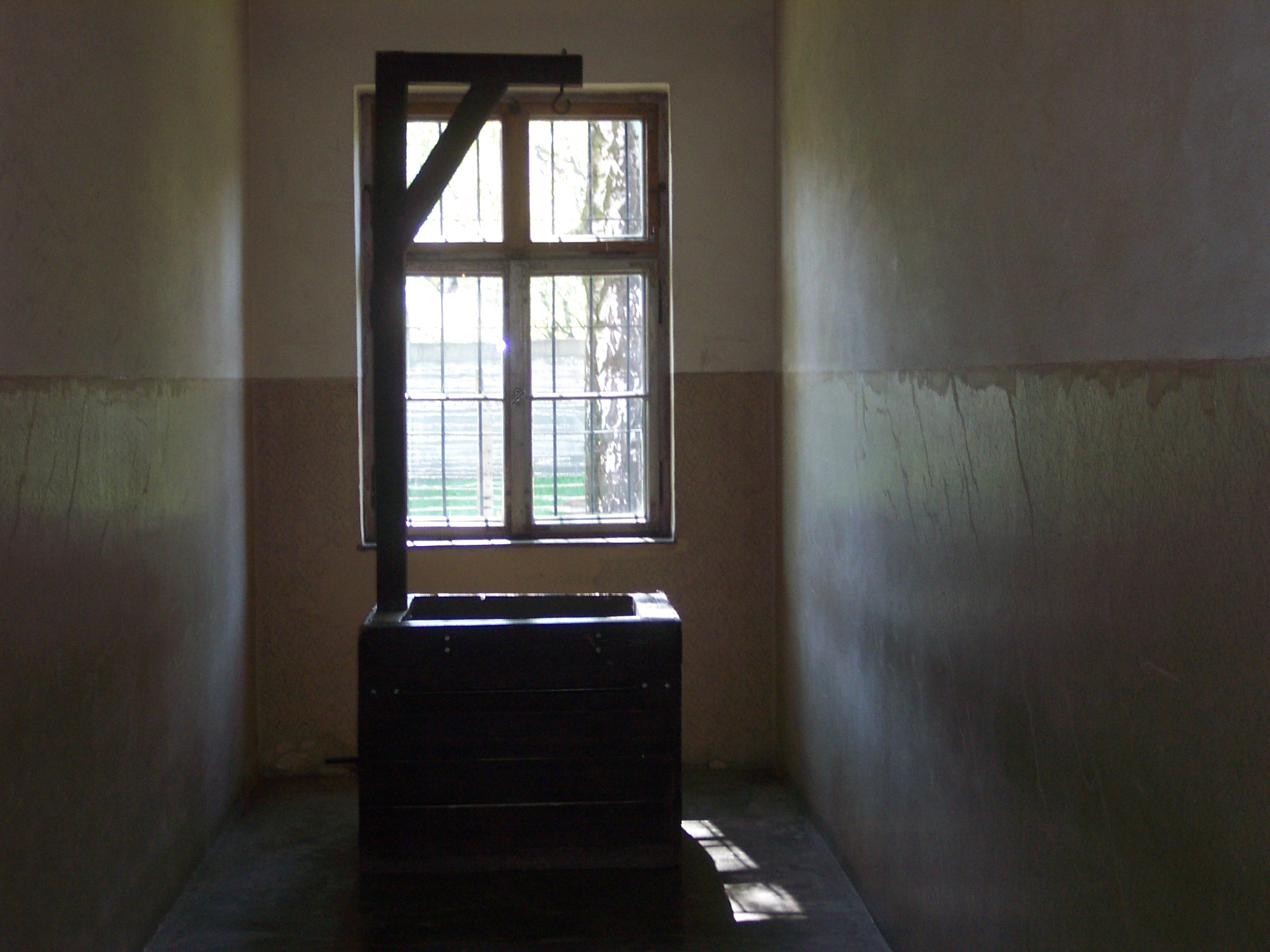
Transportabler Galgen, heute in Block 11 ausgestellt

Ab Juli 1940 wurden zunehmend Gebäude der ehemaligen polnischen Artilleriekaserne in Oświęcim für den Ausbau des zwei Monate zuvor dort eingerichteten KZ Auschwitz genutzt. Dazu wurden in der alten Kaserne, die teils von einer Mauer umgeben war, 18 Backsteingebäude zum Teil aufgestockt. Ein am südwestlichen Eck des Lagerareals gelegener Backsteinbau mit ziegelgedecktem Walmdach wurde in diesem Zuge für den Lagerarrest und Sonderfunktionen verwendet. Dieser Block wurde zunächst als Block 13 und nach der Lagererweiterung ab August 1941 (wahrscheinlich 9. August 1941) als Block 11 bezeichnet.
Dieses Gebäude verfügte neben einem Erd- und Obergeschoss auch über einen Dachboden sowie ein Kellergeschoss, das als Lagerarrest genutzt wurde. Seitens der Häftlinge wurde das Gebäude auch Todesblock (polnisch Blok Smierci) genannt, da eine Einweisung in den Lagerarrest häufig zum Tod des betreffenden Häftlings führte. Die Fenster des Blocks waren vergittert. Im Kellergeschoss befanden sich lediglich winzige Fenster an vorgelagerten Lichtschächten, durch die Tageslicht einfallen und Luft einströmen konnte. Im Obergeschoss des Blocks wurden die Fenster später bis auf einen kleinen Spalt zugemauert.
Der Hof zwischen Block 11 und Block 10 mit der Schwarzen Wand war an den Stirnseiten der beiden parallel zueinander stehenden Gebäude mit hohen Backsteinmauern eingesäumt und damit sichtgeschützt. An der dem Lagerbereich zugewandten Hofseite befand sich ein massives und aus zwei Flügeln bestehendes Holztor mit verschließbarer Sichtklappe, das von innen verriegelt war. Neben der Schwarzen Wand, an der tausende Häftlinge mittels Kleinkalibergewehr durch Genickschuss ermordet wurden, befanden sich auf dem Hof auch zwei „transportable“ Galgen zur Hinrichtung von Häftlingen sowie mehrere Pfähle zum Vollzug der Strafe des Pfahlbindens.

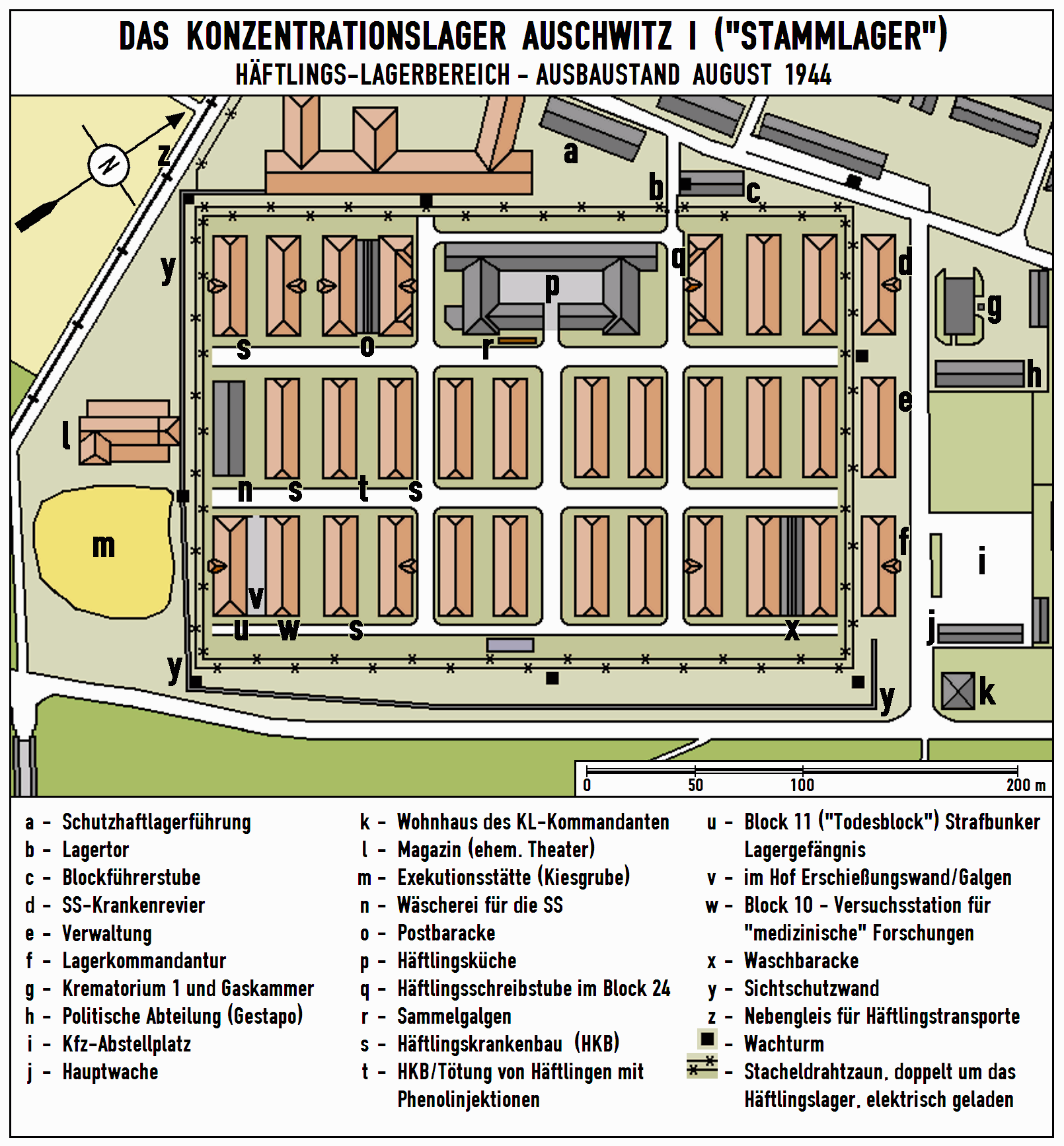
Stammlager: Lage des Blocks 11 (links unten, Nummer u)

Der über wenige Steinstufen erreichbare Haupteingang des Blocks lag an der Stirnseite des Gebäudes in Richtung Lagerstraße. Rechts neben dem Haupteingang befand sich ein kleines schwarzes Schild mit der Blocknummer. Die Eingangstür am Haupteingang verfügte über eine kleine Klappe, durch die einzulassende Personen von dem diensthabenden Blockführer überprüft wurden. Innerhalb des Lagers war Block 11 streng isoliert und stets verschlossen. Lediglich der Lagerkommandant, der Schutzhaftlagerführer, die Rapportführer, der Leiter und die Referatsleiter der so genannten Politischen Abteilung (Lagergestapo) sowie die in diesem Block untergebrachten Funktionshäftlinge hatten Zugang zu diesem Block. Aufgrund der Sicherungsmaßnahmen war eine Flucht aus Block 11 praktisch ausgeschlossen.

### Erdgeschoss
Vom Haupteingang aus teilte ein breiter Hauptgang das Erdgeschoss des Blockes in zwei Hälften. Rechts vom Haupteingang aus gesehen befand sich zunächst das Dienstzimmer des Blockführers. In den folgenden Zimmern befanden sich Stuben der im Block 11 eingesetzten Funktionshäftlinge (Blockschreiber, Blockältester etc.). In der Mitte des Blocks führte vom Hauptgang aus ein Flur zum Seitenausgang des Blocks, durch den der Hof betreten werden konnte. Des Weiteren befanden sich im Erdgeschoss u. a. noch Wasch- und Latrinenräume.

### Dachboden und Obergeschoss
Im Obergeschoss beziehungsweise auf dem Dachboden befanden sich anfangs die Räumlichkeiten der Strafkompanie (1940/42) und jene der nur wenige Monate bestehenden Erziehungskompanie. Zeitweilig waren im Obergeschoss in das Lager neu eingewiesene Häftlinge untergebracht wie auch kurz vor der Entlassung stehende Insassen sowie inhaftierte SS-Angehörige.

### Zellenbau
Der Zellenbau war nur über das Erdgeschoss durch ein ständig verschlossenes Eisengitter erreichbar. Das Kellergeschoss war wie das Erd- und Obergeschoss durch einen breiten Hauptgang geteilt, der durch zwei Gittertüren unterteilt war. Auf der von der Lagerstraße aus gesehen linken Hälfte befanden sich die Zellen 1 bis 14 und rechts die Zellen 15 bis 28. Laut dem Blockschreiber Jan Pilecki waren die Zellen 1 bis 7 für weibliche Häftlinge vorgesehen. Außer mit KZ-Häftlingen wurden einige Zellen mit Polizeihäftlingen, Zivilisten und zuvor in SS-Diensten stehenden ukrainischen Nationalisten belegt. Prominente Häftlinge wurden in Zelle 21 eingesperrt. In Zelle 22 befanden sich vier Stehzellen, weitere Zellen dienten als Dunkelzellen.

## Lagerarrest
Das Kellergeschoss des Blocks wurde ab Ende 1940 zu einem Lagerarrest ausgebaut. Bereits ab Juli 1940 wurden jedoch erstmals Häftlinge in den Lagerarrest des Blocks eingewiesen. Offiziell wurde der Arrestbereich als Kommandanturarrest bezeichnet. Inoffiziell nannten die Häftlinge diesen Zellenbau Bunker.

### Einweisende Instanzen, Haftgründe und Strafzumessung
Das Lagergefängnis war offiziell der Lagerkommandantur (Abteilung 1) zugeordnet. Die Einweisung eines Häftlings in den Lagerarrest konnten jedoch neben dem Lagerkommandanten auch der Schutzhaftlagerführer oder insbesondere der Leiter der Politischen Abteilung verfügen. Die Häftlinge wurden in der Regel zum Vollzug des Lagerarrests durch den diensthabenden Blockführer oder Angehörige der Politischen Abteilung zum Block 11 verbracht. Äußerst selten wurden Häftlinge auch durch Funktionshäftlinge zu Block 11 geführt und dort dem Blockführer übergeben, beispielsweise bei „aggressiven Ausschweifungen“ homosexueller Häftlinge. Solche Einweisungen wurden am Folgetag durch den Lagerkommandant autorisiert. Einweisungsgründe waren beispielsweise:
- Sabotage oder Verdacht auf Sabotage.[19]
- Teilnahme am Lagerwiderstand oder der Verdacht darauf[19]
- Kontakt mit der Zivilbevölkerung oder entsprechender Verdacht[19]
- Besitz von Lebensmitteln, Wertgegenständen u. a. Dingen, die ins Lager geschmuggelt wurden[19]
- Vorbereitung einer Flucht, Fluchthilfe, Fluchtversuche oder ein entsprechender Verdacht sowie gescheiterte Fluchten[19]
- Verstöße gegen die Lagerordnung wie Diebstahl und weitere Vergehen im Sinne der Lager-SS[11]

Die Strafzumessung, ob und wie lange ein Häftling in die Arrestzellen oder eine Dunkel- oder Stehzelle eingeschlossen wurde, hing von der Schwere des Vergehens ab. Die Häftlinge wurden in der Regel zwischen 3 und 27 Tagen in den Arrest eingewiesen, in Einzelfällen aber auch kürzer oder länger. Zwei Häftlinge waren sogar 260 beziehungsweise 210 Tage im Bunker eingesperrt. Die Lagergestapo holte Häftlinge, die von der Politischen Abteilung eingewiesen worden waren, oft für „verschärfte Vernehmungen“ ab und misshandelte sie dabei schwer. Manche Häftlinge überlebten diese Folter nicht. Einige Bunkerinsassen verübten während ihrer Haft aus Verzweiflung Suizid.
Vom Hauptgang gingen zwei schmale parallel zueinander liegende Seitengänge ab. Über kleinere Flure war der Zugang zu den insgesamt 28 Arrestzellen zusätzlich gesichert. Die schweren Zellentüren waren mit Stahlbeschlägen verstärkt und mit einem Türspion ausgestattet. An den Zellentüren wurden Karten mit Personalien der Insassen befestigt, eine ständig zu aktualisierende Übersichtstafel mit den im Bunker einsitzenden Häftlingen befand sich ab 1943 im Dienstzimmer des Blockführers. In den Zellen befanden sich lediglich Holzpritschen und ein Zinkeimer für die Notdurft.

### Stehzellen

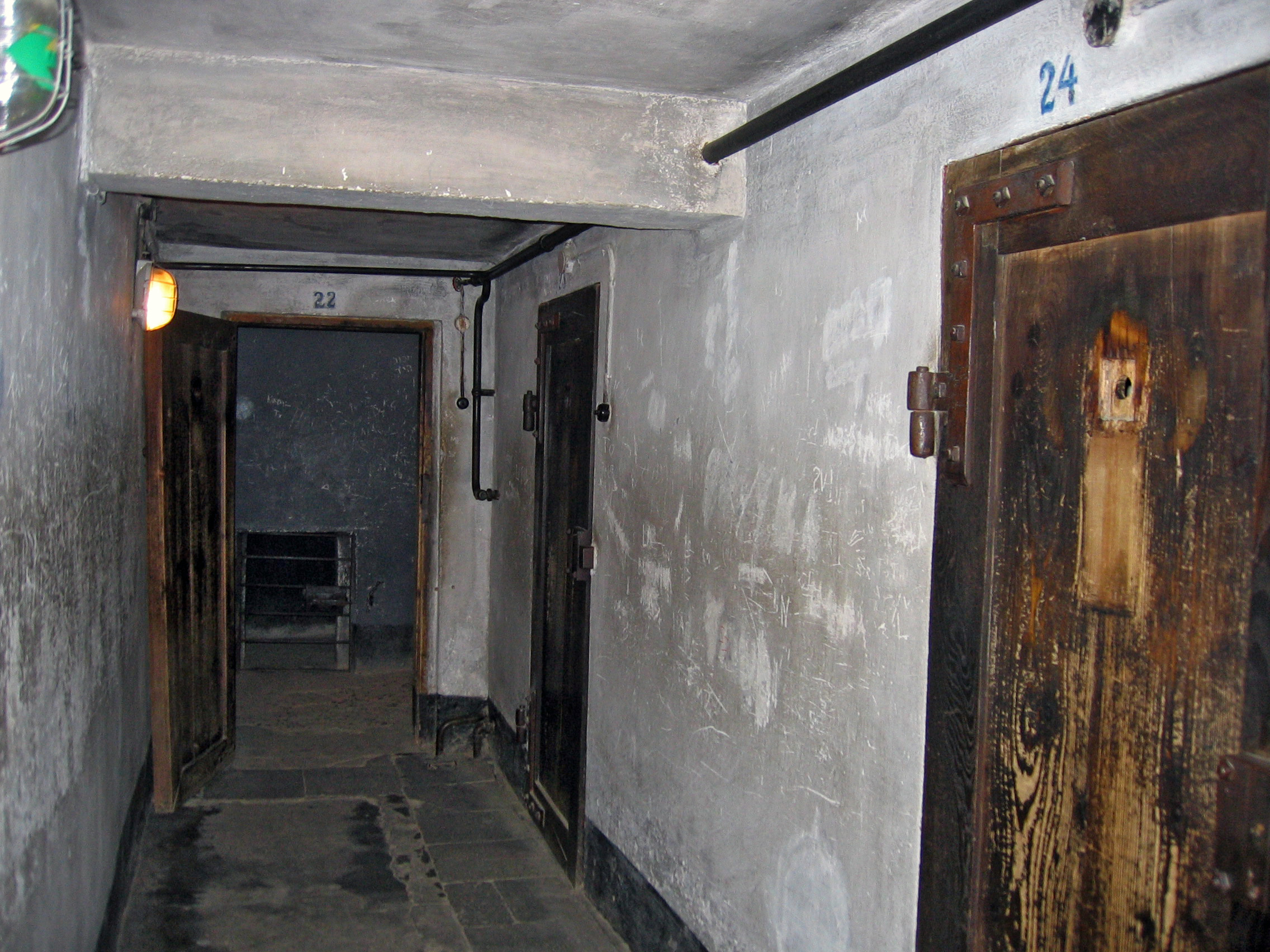
In Zelle 22 ist als annähernd quadratische Gitteröffnung der Eingang zu einer Stehzelle sichtbar

Nachdem der SS-Führer Hans Aumeier, der schon im KZ Dachau „Erfahrung gesammelt“ hatte, Anfang Februar 1942 den Posten des Schutzhaftlagerführers im Stammlager übernommen hatte, wurde verschärfte Dunkelhaft im Stehbunker als Strafmaßnahme eingeführt. In die Zelle 22 des Lagerarrests wurden mittels Trennwänden vier kleine Stehzellen mit einer Grundfläche von 90 cm × 90 cm eingerichtet. Nach Zeugenberichten wurde eine Stehzelle mit bis zu vier Häftlingen belegt, so dass Hinsetzen oder gar Liegen unmöglich war. Der Zugang zur Zelle erfolgte über eine kleine Öffnung am Boden, durch die der Häftling kriechen musste. Nach Eintritt des Häftlings in den Stehbunker wurde die Zelle durch eine mit Eisenbeschlägen verstärkte Holztür gesichert. Da nur durch eine fünf Quadratzentimeter kleine Öffnung Frischluft in die Zelle gelangen konnte, drohte bei dieser Strafe den Häftlingen auch der Erstickungstod. An der Außenwand des Blocks 11 war diese Öffnung mit einer Metallblende abgedeckt. Diese Strafe wurde in der Regel nachts vollzogen, teils mehr als zehn Nächte lang, tagsüber mussten die Häftlinge Zwangsarbeit leisten. Die dort inhaftierten Häftlinge erhielten während der gesamten Strafdauer in der Regel keine Verpflegung. In Einzelfällen wurden Häftlinge auch ununterbrochen für mehrere Tage in die Stehzelle gesperrt. Zudem erhielten die Häftlinge in diesem Fall weder Nahrung noch Wasser und starben an den Folgen der Folter.

### Dunkel- und Hungerzellen

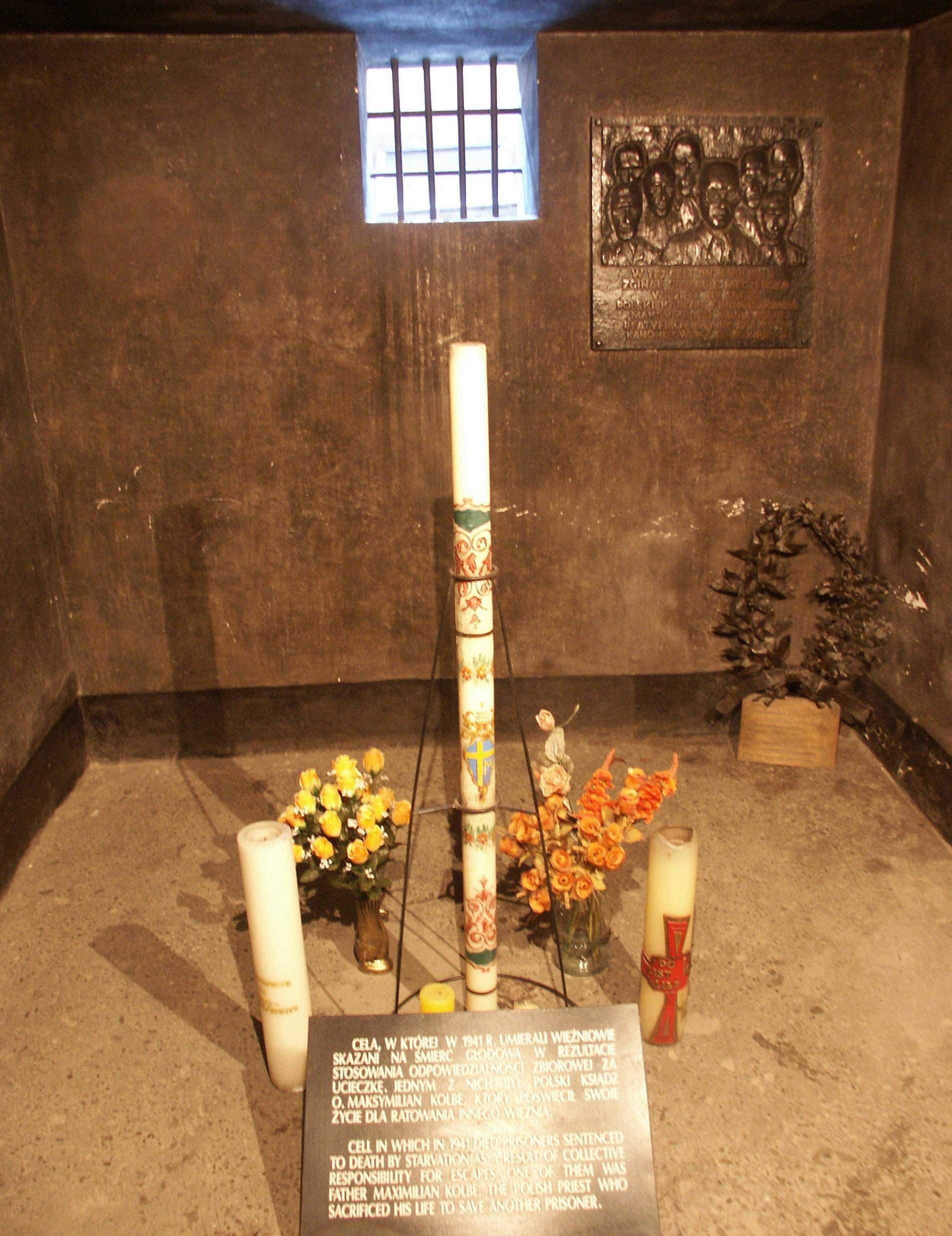
Kerze in der Todeszelle Maximilian Kolbes, ein Geschenk von Papst Johannes Paul II. (2004)

Dunkelhaft wurde in den Zellen 7, 9 und zeitweise auch 8 und 20 vollzogen. Statt Fenstern befanden sich dort wie in den Stehzellen ebenfalls nur kleine Luftöffnungen, die von außen durch korbähnliche Blechblenden abgedeckt waren. In den Zellen befanden sich lediglich Kübel zur Verrichtung der Notdurft, die dort eingewiesenen Häftlinge mussten auf dem Betonfußboden schlafen. Diese Strafe wurde in einem Zeitraum von einigen Tagen bis zu mehreren Wochen vollzogen. Bei Überbelegung des Arrests wurden die Dunkelzellen auch als Stehzellen verwendet.
In einigen Fällen dienten Arrestzellen auch als Hungerzellen. Diese Strafe drohte geflüchteten Häftlingen, Fluchthelfern oder auch Geiseln, die zur Abschreckung anstelle der Flüchtigen bestraft wurden. Bekanntestes Opfer in einer Hungerzelle war der polnische Franziskaner-Minorit und Auschwitzhäftling Maximilian Kolbe, der am 29. Juli 1941 mit 14 weiteren Häftlingen zur Vergeltung einer erfolgreichen Flucht aus dem Lager zum Hungertod verurteilt wurde. Kolbe stellte sich dem Schutzhaftlagerführer Karl Fritzsch für den zunächst auch ausgesuchten Häftling Franciszek Gajowniczek zur Verfügung, der aufgrund des ihm bevorstehenden Schicksals sehr verzweifelt war. Fritzsch akzeptierte diesen Austausch und Kolbe wurde mit den 14 weiteren Geiseln in die Zelle 18 gesperrt. Nachdem Kolbe bis zum 14. August 1941 im Hungerbunker gelitten und das Sterben seiner Leidensgenossen erlebt hatte, wurde er durch eine Phenolspritze ermordet.

### Bunkerräumungen
Bei Überfüllung des Bunkers wurden auf Initiative des Leiters der Politischen Abteilung, Maximilian Grabner, und des jeweiligen Schutzhaftlagerführers in regelmäßigen Abständen sogenannte Bunkerentleerungen beziehungsweise Bunkerräumungen durchgeführt. Dabei wurden Häftlinge zur Exekution an der Schwarzen Wand ausgewählt. Grabner nannte diese Selektionen, die Platz für neue Insassen schaffen sollten, auch „Bunkerausstauben“. Dabei suchten die Angehörigen der Lager-SS die ihrer Ansicht nach todeswürdigsten Opfer aus, die nach einem kurzen Scheinverfahren zum Tod verurteilt wurden. Die Todeskandidaten mussten sich in den Waschräumen entkleiden, erhielten mit Kopierstift ihre Häftlingsnummern auf den nackten Körper geschrieben und wurden dann nacheinander in Zweiergruppen an der Schwarzen Wand exekutiert, wobei sie die auf dem Hof aufgestapelten Leichen der bereits Hingerichteten sahen.
Diese willkürlichen Exekutionen waren selbst nach den Vorschriften des NS-Staates rechtswidrig, da die Angehörigen der Lager-SS nicht eigenmächtig und ohne Befehl von höherer Stelle wie beispielsweise des Reichssicherheitshauptamts (RSHA) über den Tod von Häftlingen entscheiden durften. Die Mordopfer wurden deswegen als „im Häftlingskrankenbau verstorben“ geführt.

### Bunkerbuch

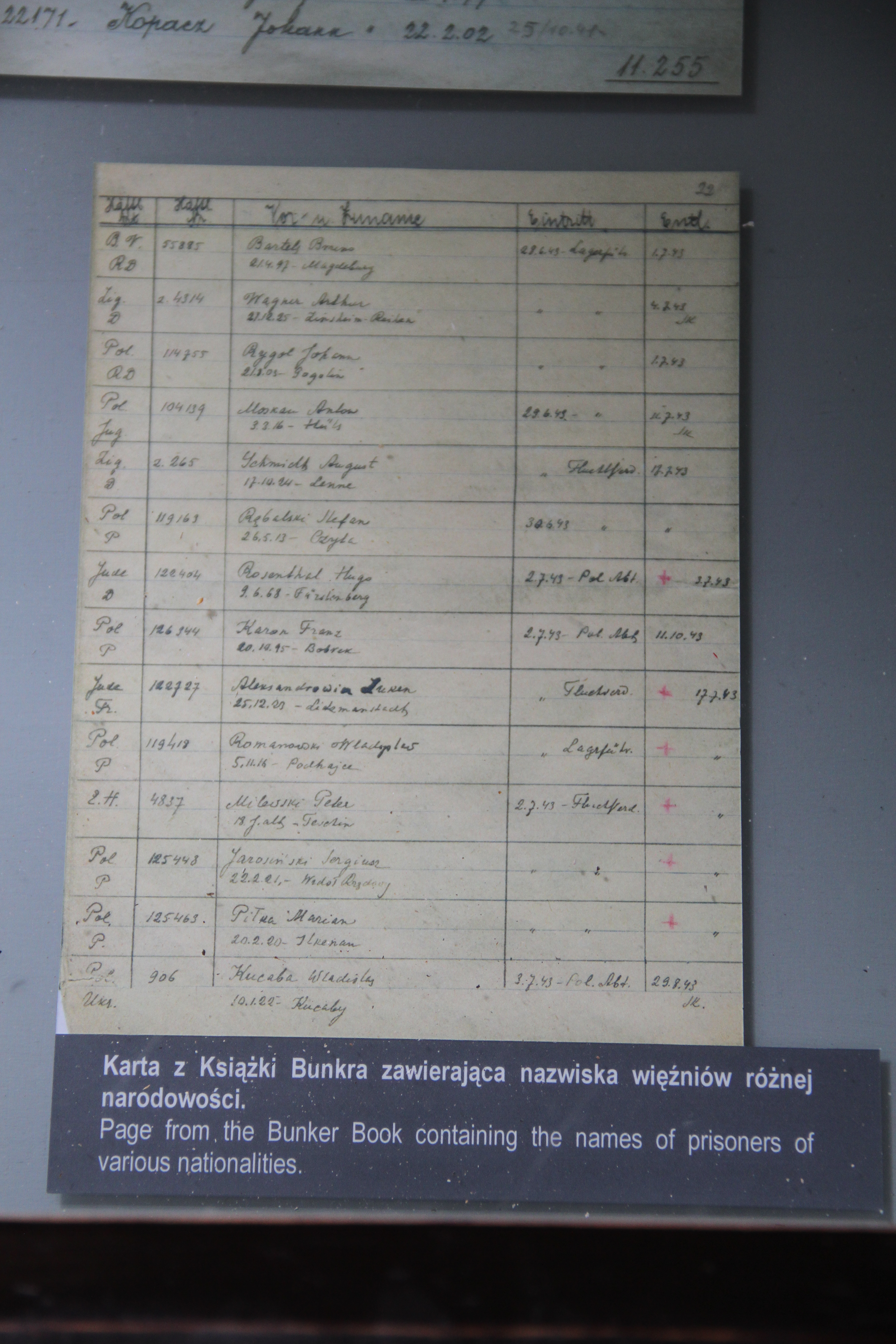
Seite des Bunkerbuchs

Vom 9. Januar 1941 bis zum 1. Februar 1944 wurde durch den jeweiligen Blockschreiber zunächst inoffiziell das sogenannte Bunkerbuch geführt, in welchem während dieses Zeitraums in den Block 11 eingewiesene Häftlinge verzeichnet wurden. Neben dem vollständigen Namen wurden Häftlingskategorie, Häftlingsnummer, Geburtsdatum sowie der Geburtsort, Haftgrund, Einlieferungs- und Entlassungs- oder Todeszeitpunkt angegeben. Aufgrund von Abweichungen bei den Angaben der einsitzenden Häftlingen und den Aufzeichnungen im zunächst vom Blockführer offiziell geführten Bunkerbuch begann Blockschreiber Franciszek Brol, heimlich ein eigenes Bunkerbuch zu führen, um seine eigene Position nicht zu gefährden und um die Verbrechen zu dokumentieren. Nachdem während eines Häftlingsappells im März 1941 die Aufzeichnungen des offiziellen Bunkerbuchs nicht mit der festgestellten Blockstärke übereingestimmt hatten, konnte Brol mit seinen eigenen Angaben die korrekte Belegstärke des Blocks nachweisen. Daher wurde das von Brol angelegte und später durch seine Nachfolger weitergeführte Bunkerbuch von der Lager-SS stillschweigend anerkannt. Das Bunkerbuch bestand aus zwei fortlaufenden Bänden: Der 146 Seiten umfassende Band 1 wurde bis zum 31. März 1943 geführt; in ihm sind 1190 Häftlinge (darunter vier Doppelnennungen und ein Zivilist) verzeichnet. Der zweite Band mit 68 Seiten enthält Informationen über 952 Häftlinge. Pilecki fertigte von den beiden Bunkerbüchern Abschriften und es gelang, das Original des ersten Bandes sowie eine Kopie des zweiten über Józef Cyrankiewicz aus dem Lager herauszubringen.
Aus dem Bunkerbuch ergibt sich unter anderem, dass während dieses Zeitraums 814 Häftlinge durch die Politische Abteilung und 335 durch den Schutzhaftlagerführer in den Lagerarrest eingewiesen wurden. Die Zahl der im Bunkerbuch verzeichneten Häftlinge stimmt jedoch nicht mit der tatsächlichen Zahl der in den Lagerarrest eingewiesenen Häftlinge überein, da es neben einer falsch eingetragenen Zivilperson in vier Fällen zu Doppelnennungen kam und mehrere Eintragungen die wiederholte Einweisung eines Häftlings in den Bunker anführen: Jeweils ein Häftling war sieben beziehungsweise sechsmal im Bunker eingesperrt, drei Häftlinge fünfmal (darunter Josef Windeck), vier Häftlinge viermal, 17 Häftlinge dreimal (darunter Bruno Brodniewicz, der Lagerälteste mit der Häftlingsnummer 1) und 101 Häftlinge zweimal. Der Nationalität nach wurden in den Bunkerbüchern folgende Häftlingsgruppen angeführt (mehr als 15 Nennungen von 2137, insgesamt 1261 ohne Angabe der Nationalität): 422 Polen, 175 Deutsche und Österreicher, 82 „Zigeuner“ und 61 Tschechen. Jüdische Häftlinge wurden in diesem Zusammenhang nach ihrer Nationalität oder unter der Rubrik „ohne Angabe“ erfasst. Über die Hälfte der im Bunkerbuch verzeichneten 2137 Angaben zu Häftlingen umfassten nach Kennzeichnungen sogenannte politische Häftlinge (1241) und des Weiteren (mehr als 100 Nennungen) Juden (286), in Polizeiliche Vorbeugehaft genommene (auch als Berufsverbrecher oder befristete Vorbeugehäftlinge bezeichnet) (259) sowie sogenannte Asoziale. Die meisten Bunkerinsassen waren zwischen 30 und 50 Jahre (967) beziehungsweise zwischen 21 und 30 Jahre alt (712). In Ausnahmefällen wurden auch Jugendliche unter 16 Jahren und alte Menschen in den Bunker eingewiesen. Der jüngste Bunkerinsasse war ein dreizehnjähriger polnischer Junge und der Älteste ein 75-jähriger Greis; beide wurden 1943 erschossen. 142 Häftlinge wurden nach dem Arrest in die Strafkompanie überwiesen; mindestens 807 Häftlinge haben den Bunker nicht überlebt. Die tatsächliche Anzahl der Todesopfer ist jedoch nicht nur aufgrund der zeitlich begrenzten Eintragungen im Bunkerbuch höher anzusetzen: Zur Strafe Stehbunker verurteilte Häftlinge, weibliche Häftlinge, Polizeihäftlinge, an der Schwarzen Wand hingerichtete Häftlinge aus dem Lager, sowjetische Kriegsgefangene, ukrainische Nationalisten vom Unternehmen Zeppelin, Zivilarbeiter sowie SS-Angehörige wurden nicht im Bunkerbuch vermerkt. Etliche Eintragungen verschleiern das Schicksal von Bunkerinsassen, und auch die an den Folgen ihrer Bunkerhaft im Lager verstorbenen Häftlinge sind dort nicht erfasst. Der österreichische Generalmajor Josef Stochmal, als Sonderhäftling in Zelle 21 inhaftiert und 1942 hingerichtet, war aus Geheimhaltungsgründen ebenfalls nicht verzeichnet.
Das Original des ersten Bunkerbuchs sowie die Kopie des zweiten sind erhalten geblieben. Die Bunkerbücher werden im Archiv des Staatlichen Museums Auschwitz-Birkenau aufbewahrt.

### Bunkeramnestie
Nachdem Arthur Liebehenschel im November 1943 Rudolf Höß als Lagerkommandant nachfolgte, räumte er in seiner sechsmonatigen Dienstzeit der Arbeitskrafterhaltung von Häftlingen höchste Priorität ein. Unter seiner Lagerkommandantur verbesserten sich die Verhältnisse für die KZ-Häftlinge im Lager. Liebehenschel erließ im Stammlager unter anderem ein Prügelverbot, tauschte brutale Kapos aus, verfügte die Einstellung von „Bunkerräumungen“ und die anschließenden Erschießungen, befahl die Entfernung der Stehzellen und erließ eine generelle Bunkeramnestie für die einsitzenden Häftlinge. Im Frühjahr 1944 wurden jene Bunkerinsassen, die auf Weisung der Politischen Abteilung oder Schutzhaftlagerführung in den Bunker eingewiesen worden waren, in das Obergeschoss von Block 11 zur Entlassung in das Lager oder andere Konzentrationslager überstellt.
Auf seine Weisung hin wurde auch die „Schwarze Wand“ abgebaut. Die Erschießungen wurden jedoch im Krematorium IV fortgeführt. Des Weiteren schränkte er den Einfluss der Politischen Abteilung ein und ließ deren bekannte Häftlingsspitzel Anfang Februar 1944 in das KZ Flossenbürg überstellen. An diesen Maßnahmen hatten der SS-Standortarzt Eduard Wirths und der mit ihm in Verbindung stehende Lagerwiderstand erheblichen Anteil. Nachdem Liebehenschel im Mai 1944 in das KZ Majdanek versetzt worden war, verschlechterten sich unter seinem Nachfolger Richard Baer die Verhältnisse im Lager wieder. Viele der von Liebehenschel verfügten Neuerungen wurden zurückgenommen.

## Erste Massenvergasung in den Bunkerzellen des Blocks 11

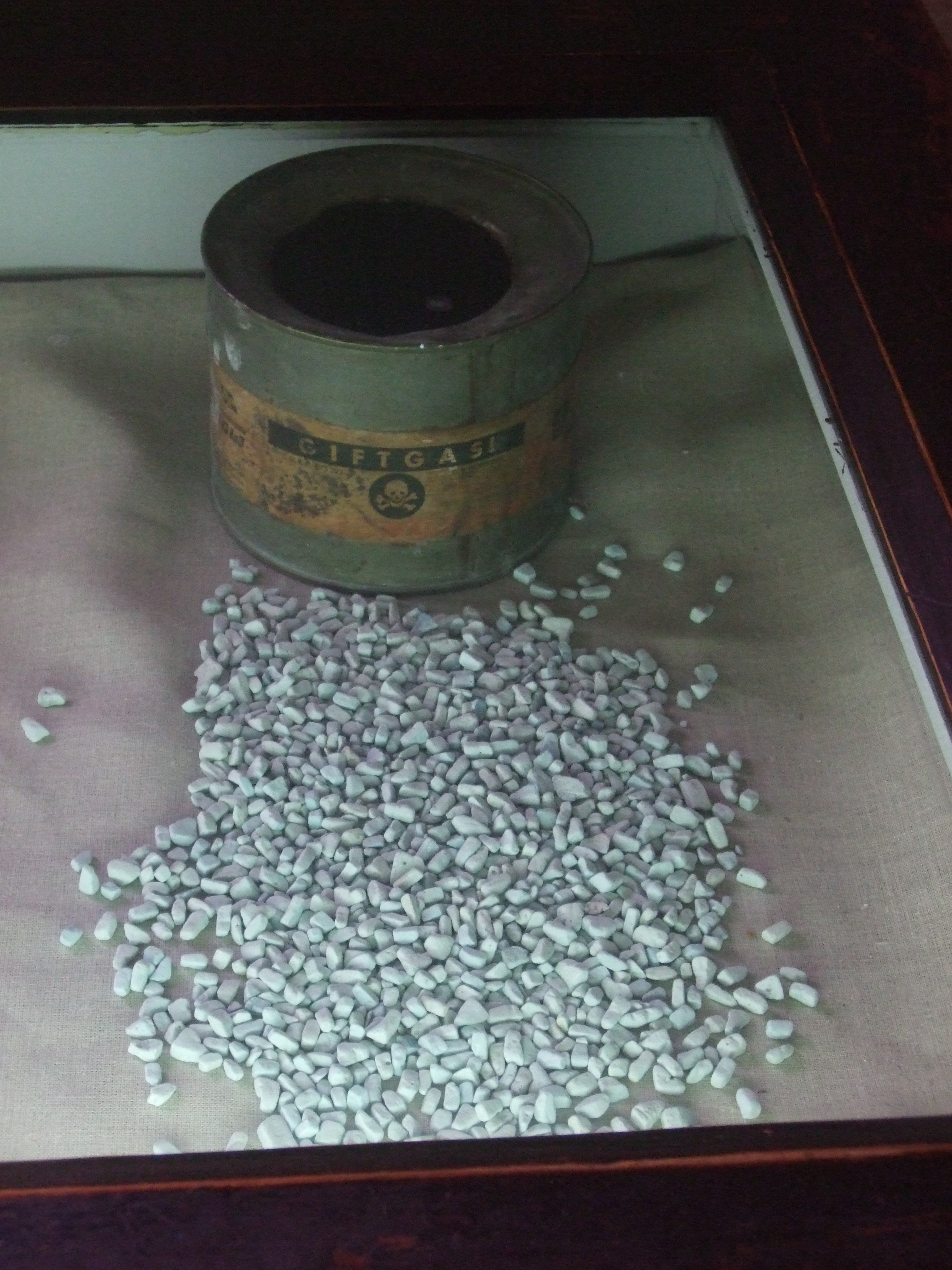
Substrat: „Erco-Würfel“ Zyklon B

Der Schutzhaftlagerführer Karl Fritzsch erprobte im Spätsommer 1941 erstmals die Methode, zum Tode bestimmte sowjetische Kriegsgefangene mittels Zyklon B zu töten, das ansonsten zum Entlausen von Häftlingskleidung benutzt wurde. Während dieser ersten „experimentellen Vergasung“ im Keller des Blocks 11 befand sich der Lagerkommandant Höß nicht in Auschwitz. Das genaue Datum ist nicht bekannt. Frühestens wird der 15. August 1941 angenommen, spätestens wird sogar Anfang Dezember 1941 angesetzt. Die meisten wissenschaftlichen Darstellungen nennen jedoch für die darauf folgende erste Massenvergasung in Anwesenheit von Höß den 5./6. September 1941. Nach Danuta Czech lief die erste Massenvergasung folgendermaßen ab:
Fritzsch wies die aus dem Bunker entlassenen Häftlinge sowie die Häftlinge der Strafkompanie an, das Erd- und Obergeschoss von Block 11 zu räumen und Pritschen etc. auf den Dachboden zu bringen. Die Häftlinge wurden am Abend dieses Tages in den noch im Bau befindlichen Block 5a eingewiesen.
Am folgenden Tag wurden aus dem Häftlingskrankenbau des Stammlagers etwa 250 kranke Häftlinge durch den SS-Standortarzt Siegfried Schwela selektiert und in das Kellergeschoss des Blocks 11 verbracht. Auch etwa 600 sowjetische Kriegsgefangene, überwiegend Offiziere und Politkommissare, wurden in die Arrestzellen des Bunkers getrieben. Sie waren zuvor aufgrund des auf dem Kommissarbefehl basierenden Einsatzbefehls Nr. 8 vom 17. Juli 1941 aus Kriegsgefangenenlagern selektiert und zur Exekution bestimmt worden. Die Fensterschächte der Kellerräume des Blocks 11 wurden mit Erde zugeschüttet. Unmittelbar vor dem Verschließen und Abdichten der Türen warfen Angehörige der Lager-SS am Abend, nach einer Lagersperre, Zyklon B in die Räume.
In den Morgenstunden des darauffolgenden Tages schloss der durch eine Gasmaske geschützte Rapportführer Gerhard Palitzsch die Zellentüren auf und stellte fest, dass nicht alle Opfer tot waren. Anschließend wurde erneut Zyklon B in die Zellen eingeworfen und die Türen wurden wieder verschlossen. Nachmittags wurde festgestellt, dass alle Häftlinge und Kriegsgefangenen tot waren. Zur Nacht wurde erneut eine Lagersperre angeordnet. Nachdem sich das Gas weitestgehend verflüchtigt hatte, wurden Häftlinge (insbesondere aus der Strafkompanie und aus dem Häftlingskrankenbau), die unter Androhung der Todesstrafe zur strengsten Geheimhaltung verpflichtet worden waren, zur Sonderarbeit auf den Hof zwischen Block 10 und Block 11 geführt. Dort befanden sich bereits die leitenden Angehörigen der Lager-SS Fritzsch, Palitzsch, Schwela, Maier sowie mehrere Blockführer. Eine mit Gasmasken ausgestattete Häftlingsgruppe musste die Leichen vom Keller- ins Erdgeschoss tragen, eine zweite dort die Leichen bis auf die Unterhose entkleiden, eine dritte die Leichen vom Erdgeschoss auf den Hof tragen und eine vierte die Leichen auf bereitstehende Rollwagen laden. Währenddessen wurde die Kleidung der Toten unter Aufsicht von Angehörigen der Lager-SS nach Wertgegenständen durchsucht und das Zahngold entfernt. Die mit Leichen beladenen Rollwagen wurden zum Krematorium gebracht. Dieser Vorgang konnte bis zum Morgengrauen nicht abgeschlossen werden und am Abend des 5. September musste dieselbe Häftlingsgruppe nach wiederholter Lagersperre den Leichentransport zum Krematorium beenden. Aufgrund der hohen Anzahl von Leichen dauerte die Kremierung mehrere Tage.
Der Lagerkommandant Rudolf Höß schrieb in seinen Aufzeichnungen zu dem ersten Massenmord mit Zyklon B im Block 11:
„Die Vergasung wurde in den Arrestzellen des Blocks 11 durchgeführt. Ich selbst habe mir die Tötung, durch eine Gasmaske geschützt, angesehen. Der Tod erfolgte in den vollgepfropften Zellen sofort nach Einwurf. Nur ein kurzes, schon fast ersticktes Schreien, und schon war es vorüber. So recht zum Bewusstsein ist mir diese erste Vergasung von Menschen nicht gekommen, ich war vielleicht zu sehr von dem ganzen Vorgang überhaupt beeindruckt. Stärker erinnerlich ist mir die bald darauf erfolgte Vergasung von 900 Russen im alten Krematorium, da die Benutzung des Blocks 11 zuviel Umstände erforderlich machte.“

## Polizei-Standgericht

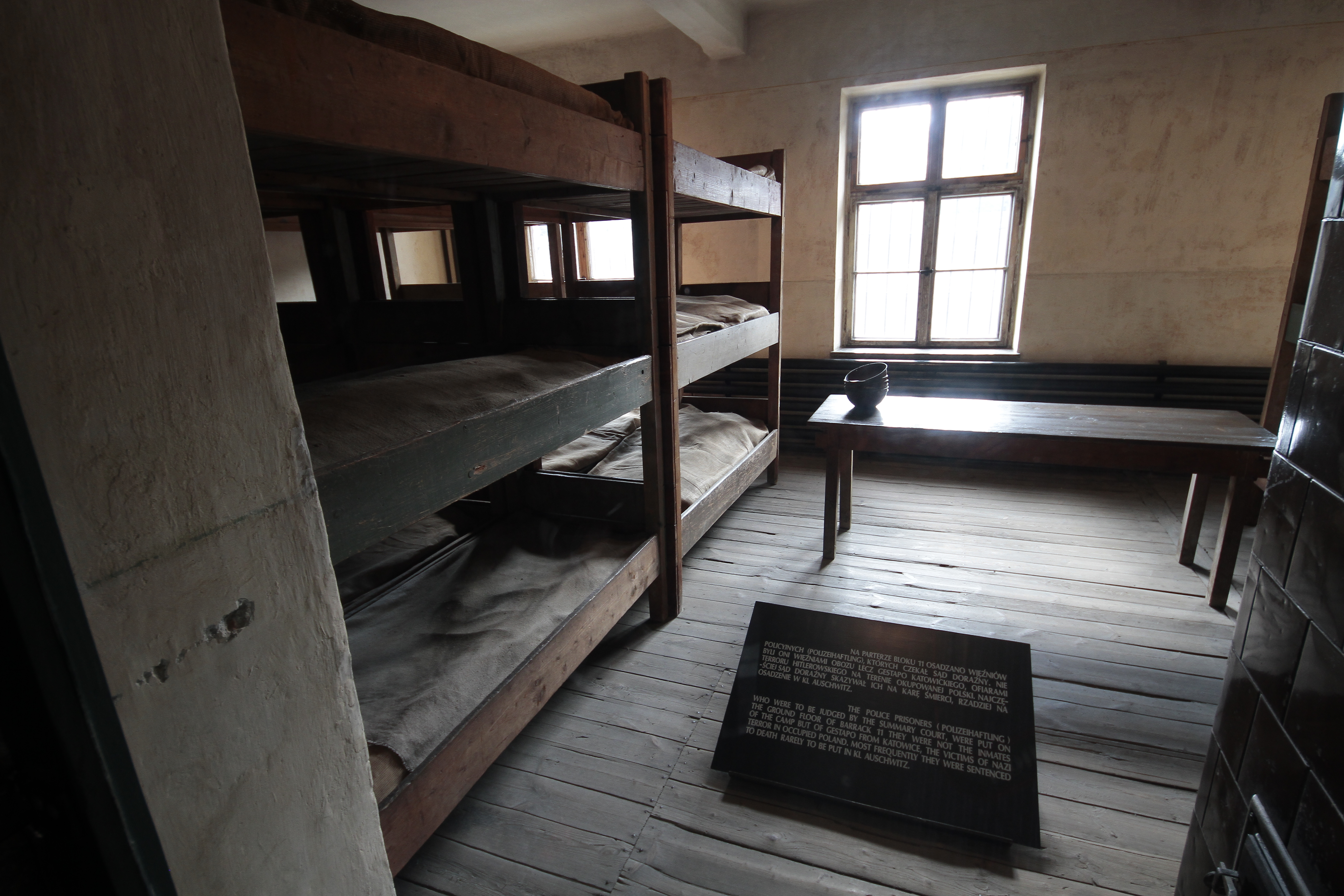
Warteraum der Polizeihäftlinge in Block 11

Der erste Raum links nach dem Haupteingang diente als Warteraum für Polizeihäftlinge, die durch das ab 1943 in der Schreibstube von Block 11 tagende Standgericht der Staatspolizeileitstelle Kattowitz abgeurteilt wurden. Den Vorsitz dieses ein- bis zweimal monatlich einberufenen Standgerichts übernahm der Leiter der örtlichen Gestapo, zunächst bis September 1943 Rudolf Mildner und anschließend Johannes Thümmler. Des Weiteren gehörte dem Tribunal u. a. der Leiter der Politischen Abteilung im KZ Auschwitz sowie dessen Mitarbeiter der Vernehmungsabteilung und der Lagerkommandant beziehungsweise der Schutzhaftlagerführer an. Polen, die beispielsweise wegen Widerstandstätigkeit gegen die deutschen Besatzer oder aufgrund anderer „Vergehen“ wie Schmuggeln durch Beamte der örtlichen Gestapo verhaftet worden waren, wurden aus den Polizeigefängnissen zu ihrer Aburteilung ohne Registrierung als Häftling in den Block 11 verbracht. Auch sogenannte Volksdeutsche und bereits ins Lager eingewiesene Häftlinge befanden sich unter den Angeklagten. Die „Geständnisse“ der beschuldigten Männer und Frauen lagen bereits vor.
Der Blockschreiber und Auschwitzüberlebende Jan Pilecki berichtete im Zuge des ersten Frankfurter Auschwitzprozesses, dass pro Sitzung etwa 100 Fälle mit bis zu 200 Angeklagten in 60 bis 90 Minuten verhandelt wurden. Die Angeklagten mussten auf dem Korridor auf ihre Verhandlung warten und wurden nach einer Liste aufgerufen. Fast alle Beschuldigten wurden zum Tode verurteilt und vor der Schwarzen Wand exekutiert, nur wenige wurden ins Konzentrationslager eingewiesen.

## Blockführer
Im Block 11 verrichteten die Blockführer beziehungsweise deren Stellvertreter im Schichtsystem 24 Stunden am Tag ihren Dienst zur Überwachung der in Block 11 einsitzenden Häftlinge. In diesem Zusammenhang hatte der Blockführer im Wesentlichen folgende Aufgaben:
- Ein- und Auslasskontrolle zum Block 11[8]
- Kontrolle der Gesamtanzahl der in Block 11 einsitzenden Häftlinge[53] (Stärkemeldung)
- Begleitung von Häftlingen aus dem Lagerbereich in den Block 11[54]
- Konfiszierung des Eigentums der in den Block 11 eingewiesenen Häftlinge[54]
- Führung des Bunkerbuchs (für in Block 11 eingewiesene SS-Angehörige wurde ein eigenes Bunkerbuch geführt)[54]
- Verbringung des Häftlings in den ihm zugewiesenen Zellenbereich[54] und Vollzug der befohlenen Behandlungsweise (insbesondere Einzelhaft, Fesselung, Stehbunker, Dunkelhaft, Nahrungsentzug)[55]
- Überwachung der Reinigung des Lagerarrests und der Essensausgabe[54]
- Begleitung von Häftlingen aus dem Arrest zum Verhör in der Politischen Abteilung[54]
- Aufbewahrung des Bunkerschlüssels[54]
- Teilnahme an Zellenkontrollen[54]
- Entlassungen aus dem Lagerarrest[54]
- Vollzug der Prügelstrafe (Korridor und Blockführerzimmer) und des Pfahlbindens (Dachboden) in Block 11[54][56]
- Teilnahme an der Erschießung von Häftlingen an der Schwarzen Wand[54]

Namentlich bekannte Blockführer waren folgende Angehörige der Lager-SS: Reinhard Eberle (1942–1944), Georg Engelschall (1941), Wilhelm Gehring (1941–1942), Ernst Kroh (1942–1943), Otto Lätsch (1943), Kurt Hugo Müller (1943), Otto Ogurek (1943), Bruno Schlage (1942–1943), Karl Seufert (1941), Heinz Villain (1941). Franciszek Brol, Gerad Włoch und Jan Pilecki nennen darüber hinaus noch Ludwig Plagge sowie Kurt Gerlach, Werner Kleinmann und Gustav Schulz. Zusätzlich war ein Mitglied der Politischen Abteilung zur Beaufsichtigung der Polizeihäftlinge in Block 11 abgestellt, der auch die Sitzungen des Polizei-Standgerichts vorbereitete. Diese Aufgabe übernahm der SS-Mann Willi Florschütz.

## Funktionshäftlinge
Unter den in Block 11 eingesetzten Häftlingen bekleideten insbesondere die jeweiligen Blockältesten und Blockschreiber wichtige Funktionen. Der Blockälteste war in diesem Block für das Erd- und Obergeschoss zuständig und hatte insbesondere beim Appell die Gesamtzahl der in Block 11 befindlichen Häftlinge zu melden.
Des Weiteren oblag ihm anfangs die Aufsicht über die bis 1942 im Block 11 befindliche Strafkompanie. Die Funktion des Blockältesten bekleideten unter anderem Ernst Krankemann, Johannes (Hans) Krümmel und Franz Teresiak.
Der Blockschreiber hatte alle Schreibarbeiten zur Überwachung der in Block 11 befindlichen Häftlinge auszuführen und insbesondere die Blockmeldungen schriftlich festhalten. Namentlich bekannte Blockschreiber in Block 11, die auch das Bunkerbuch führten, waren nacheinander die polnischen Häftlinge Franciszek Brol, Gerard Włoch und Jan Pilecki. Die Funktionshäftlinge in Block 11 verfügten neben anderen Privilegien über eine relative Bewegungsfreiheit im Lager. Sie waren im Gegensatz zu anderen Häftlingen weniger Schikanen ausgesetzt und hatten daher wesentlich bessere Überlebensbedingungen.
Im Bunker war ein als Kalfaktor bezeichneter Kapo eingesetzt, dessen Aufgabenbereich sich auf den Lagerarrest erstreckte. Die Regelaufgaben des Bunkerkalfaktors umfassten neben dem Auf- und Abschließen der Zellen und der Essensausgabe an einsitzende Häftlinge auch die Reinigung des Zellenbaus. Des Weiteren hatte er die Leichen der im Lagerarrest verstorbenen Häftlinge aus der Zelle zum Eingang des Zellenbaus zu tragen, von wo diese durch Leichenträger aus dem Häftlingskrankenbau weggeschafft wurden. Der Bunkerkalfaktor wurde bei seinen Aufgaben durch einen Gehilfen unterstützt. Bei Zellenkontrollen mussten sie manchmal zwischen Lager-SS und Bunkerinsassen dolmetschen.
Bekannt wurde der als Bunkerjakob bezeichnete jüdische Häftling Jakob Kozelzcyk, der am 26. Januar 1943 mit einem aus 2300 Juden bestehenden Transport im KZ Auschwitz ankam und als einer der Wenigen für Zwangsarbeit im Lager selektiert wurde; 2107 Menschen dieses Deportationszuges wurden umgehend in den Gaskammern ermordet. Kozelczyk wurde von dem Auschwitzüberlebenden Filip Müller als außergewöhnlich starker und sehr muskulöser Hüne geschildert, der aufgrund seiner außergewöhnlichen Kraft als Kalfaktor im Bunker des Blocks 11 eingesetzt wurde. Vor Kozelczyk hatten zunächst der deutsche Kurt Pennewitz und danach der polnische Häftling Hans Musioł die Aufgaben des Bunkerkalfaktors beziehungsweise Bunkerkapos übernommen.
Der Auschwitzüberlebende und zeitweilige Bunkerinsasse Hermann Langbein charakterisiert Kozelczyk auf vier Seiten in dem von ihm verfassten Buch „Menschen in Auschwitz“. Kozelczyk oblag über dessen Regelaufgaben hinaus die Begleitung von Hinrichtungskandidaten zur Schwarzen Wand und das Festhalten der Opfer während ihrer Erschießung. Er wurde von der Lager-SS gezwungen, bei den Bunkerräumungen zu assistieren, an Häftlingen die Prügelstrafe zu vollziehen beziehungsweise auch auf dem Appellplatz Erhängungen vorzunehmen. Kozelczyk wurde von vielen Auschwitzüberlebenden dennoch als außerordentlich hilfsbereit beschrieben, da er beispielsweise die Prügelstrafe im Gegensatz zu Angehörigen der Lager-SS schonend vollzog, Nachrichten von Bunkerinsassen an andere Gefangene im Zellenbau übermittelte, Gefolterte pflegte sowie Gefangene mit Nahrungsmitteln versorgte. Der Bunkerjakob habe so im Rahmen seiner Möglichkeiten konspirativ wertvolle Hilfe geleistet.

## Räumung und Befreiung des Lagers
Im Zuge der kriegsbedingten Räumung des KZ Auschwitz mussten auch die noch in Block 11 gefangenen Häftlinge zwischen dem 18. und 23. Januar 1945 einen Todesmarsch antreten. In Wodzisław Śląski angekommen wurden sie jedoch nicht wie die Mehrzahl der Häftlinge mit Güterzügen in weiter westlich gelegene Konzentrationslager verbracht, sondern wurden zu Fuß weiter Richtung Westen getrieben. Zielort dieser Häftlingsgruppe war möglicherweise das KZ Groß-Rosen.
Am 27. Januar 1945 gegen 15 Uhr wurde das weitgehend geräumte KZ Auschwitz von sowjetischen Einheiten der 1. Ukrainischen Front befreit. An die Befreiung erinnert am 27. Januar der Tag des Gedenkens an die Opfer des Nationalsozialismus, der in Deutschland seit 1996 ein bundesweiter, gesetzlich verankerter Gedenktag ist und von den Vereinten Nationen im Jahr 2005 zum Internationalen Tag des Gedenkens an die Opfer des Holocaust erklärt wurde.

## Juristische Aufarbeitung
Noch zur Zeit des Nationalsozialismus wurde 1943 gegen den Leiter der Politischen Abteilung Grabner ein Ermittlungsverfahren durch den SS-Richter Konrad Morgen eingeleitet. Der gegen ihn im Oktober 1943 vor dem SS- und Polizeigericht Weimar geführte Prozess, insbesondere wegen Mordes in 2000 Fällen im Rahmen der Bunkerräumungen, wurde jedoch nicht abgeschlossen. Auch gegen den Lagerkommandanten Höß und die Schutzhaftlagerführer Aumeier sowie Schwarz wurden Ermittlungen aufgenommen, jedoch nicht zum Abschluss gebracht.
Nach dem Ende des Zweiten Weltkrieges wurden Aumeier und Grabner im Krakauer Auschwitzprozess wegen in Auschwitz begangener Verbrechen zum Tode verurteilt und im Januar 1948 hingerichtet, letzterer „wegen Mordes an mindestens 25.000 Häftlingen“. Höß und Schwarz waren bereits im Frühjahr 1947 im ehemaligen Stammlager beziehungsweise in Sandweier hingerichtet worden.
Die Bunkerräumungen und Exekutionen im Zusammenhang mit den in Block 11 begangenen Verbrechen waren gewichtige Verfahrensgegenstände während des ersten Frankfurter Auschwitzprozesses; entsprechende Tatvorwürfe wurden gegen folgende Angeklagte erhoben: Wilhelm Boger, Pery Broad, Klaus Dylewski, Franz Johann Hofmann sowie Bruno Schlage. Während dieses Prozesses fand vom 14. bis zum 16. Dezember 1964 eine von der Presse viel beachtete Besichtigung des Tatortes Auschwitz statt, an der neben einem Richter und drei Staatsanwälten auch Verteidiger sowie der Angeklagte Franz Lucas teilnahmen. Die Ortsbesichtigung sollte im Verfahren der Klärung von Detailfragen dienen, u. a. wurden in Block 11 die Hör- und Sichtverhältnisse überprüft. Dabei wurden die zahlreichen Aussagen Auschwitzüberlebender zu den Verbrechen im Block 11 bestätigt und jene der Angeklagten fast völlig widerlegt: So konnte das Aufrufen der Namen von Exekutionsopfern aus den Bunkerzellen deutlich vernommen und der Hof zwischen Block 10 und 11 mit der Schwarzen Wand durch die Ritzen der Bretterverschalung aus den Fenstern von Block 10 gut eingesehen werden.

## Block 11 als Teil des Staatlichen Museums Auschwitz-Birkenau

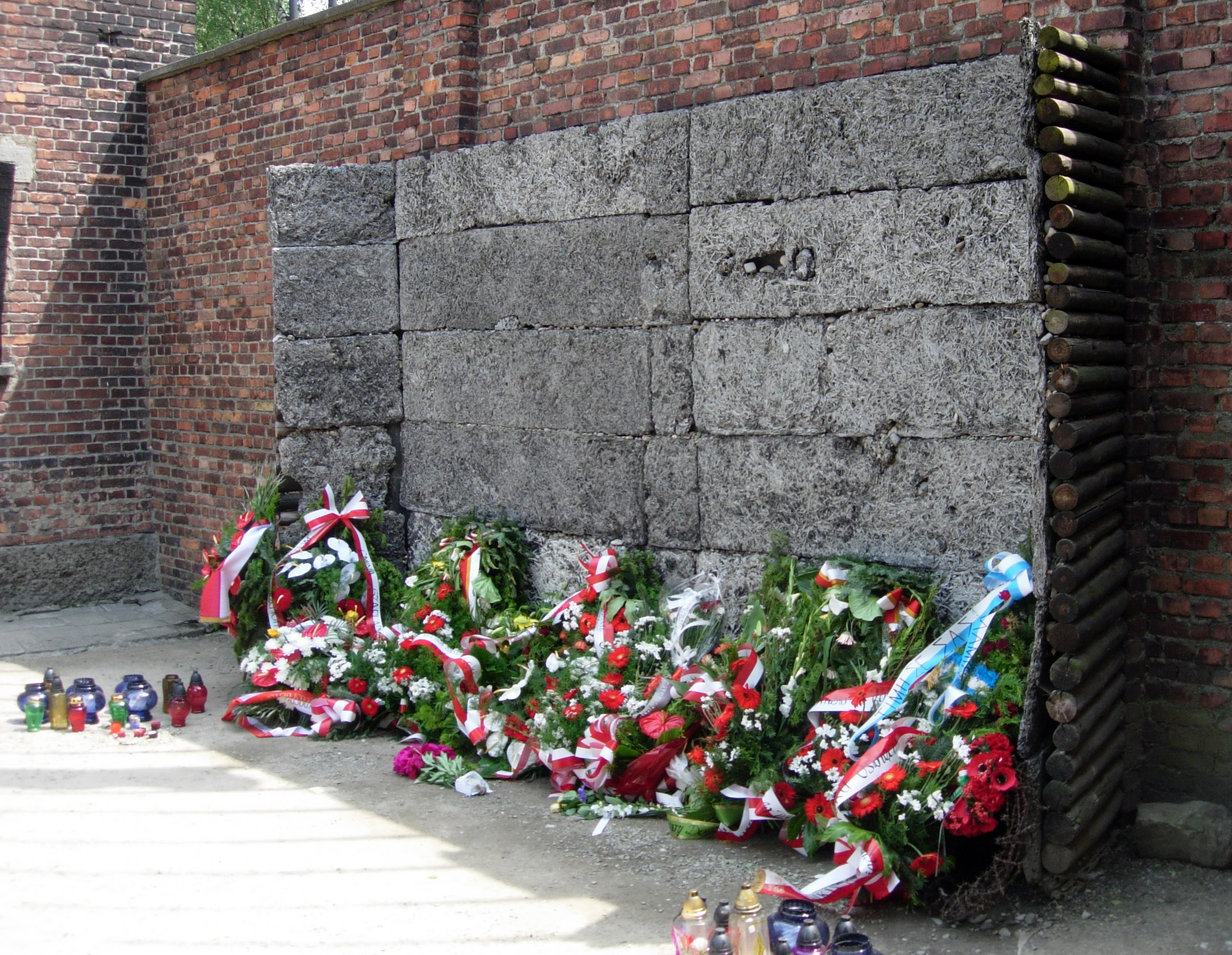
Nachbau der Schwarzen Wand im ehemaligen Stammlager des KZ Auschwitz (2006)

Kurz nach Kriegsende – noch vor Gründung des Staatlichen Museums Auschwitz-Birkenau – wurde ab Mitte 1945 eine erste Ausstellung zum KZ Auschwitz im ehemaligen Stammlager gezeigt. Neben den in Block 4 gezeigten Raubgütern war auch Block 11 Teil der Ausstellung. Viele Polen reisten zu dieser Ausstellung nach Oświęcim, um ihrer dort ermordeten Angehörigen zu gedenken oder sich über die in Auschwitz begangenen Verbrechen zu informieren. Block 11 ist im Rahmen der Ausstellung des Staatlichen Museum Auschwitz-Birkenau für die Öffentlichkeit zugänglich. Das Gebäude befindet sich in dem nach der Befreiung des Konzentrationslagers vorgefundenen Zustand. Erd- und Kellergeschoss sind noch weitestgehend im Originalzustand erhalten. An den Kellerwänden sind noch heute eingeritzte Namen und Botschaften sichtbar. Im ersten Stock des ehemaligen Todesblocks befindet sich eine Ausstellung zum Widerstandskampf.
Während die Ruinen der Krematorien und Gaskammern des Vernichtungslagers Auschwitz-Birkenau ein Symbol des Holocausts geworden sind, steht das ehemalige Stammlager für das „Martyrium unzähliger Polen“. In diesem Zusammenhang ist die Schwarze Wand herausragender Gedenkort des „nationalsozialistischen Terrors gegen Polen“.